# Rose-May Poirier
Pour les articles homonymes, voir Poirier (homonymie).
Rose-May Poirier est une femme d'affaires et une femme politique canadienne, sénatrice depuis le 28 février 2010.

## Biographie

### Origines et carrière
Rose-May Poirier est née le 2 mars 1954 à Chatham, désormais un quartier de Miramichi au Nouveau-Brunswick. Elle a travaillé comme agente d'assurances de la compagnie Assomption Vie et pour Tupperware Canada. Elle a reçu de nombreuses distinctions tout au long de sa carrière.
Elle est membre du conseil municipal de Saint-Louis-de-Kent durant six ans.

### Politique provinciale
Rose-May Poirier est membre du Parti progressiste-conservateur du Nouveau-Brunswick. Elle est élue à la 54e législature pour représenter la circonscription de Rogersville-Kouchibouguac à l'Assemblée législative du Nouveau-Brunswick le 7 juin 1999, lors de la 54e élection générale. Cette circonscription était considérée comme un château-fort libéral. Elle a présidé le caucus du gouvernement, en plus d'avoir siégé au Comité permanent de la procédure, au Comité permanent des corporations de la Couronne, au Comité spécial d’examen des nominations du lieutenant-gouverneur en conseil et au Comité spécial de la gouvernance locale.
Elle est réélue à la 55e législature le 9 juin 2003, lors de la 55e élection générale. Elle est assermentée au Conseil exécutif peu après et nommée ministre responsable du Bureau des ressources humaines dans le gouvernement de Bernard Lord. Elle devient ministre des Gouvernements locaux et ministre responsable des Affaires autochtones le 14 février 2006.
Rose-May Poirier est réélue à la 56e législature le 18 septembre 2006, lors de la 56e élection générale. Elle devient porte-parole de l'Opposition officielle en matière du Cabinet du premier ministre, de la Société des alcools du Nouveau-Brunswick, de Services Nouveau-Brunswick et du Secrétariat des organismes communautaires sans but lucratif en plus de siéger au Comité permanent des hauts fonctionnaires de l’Assemblée.
Elle est considérée comme l'un des membres les plus influents du parti.

### Sénatrice

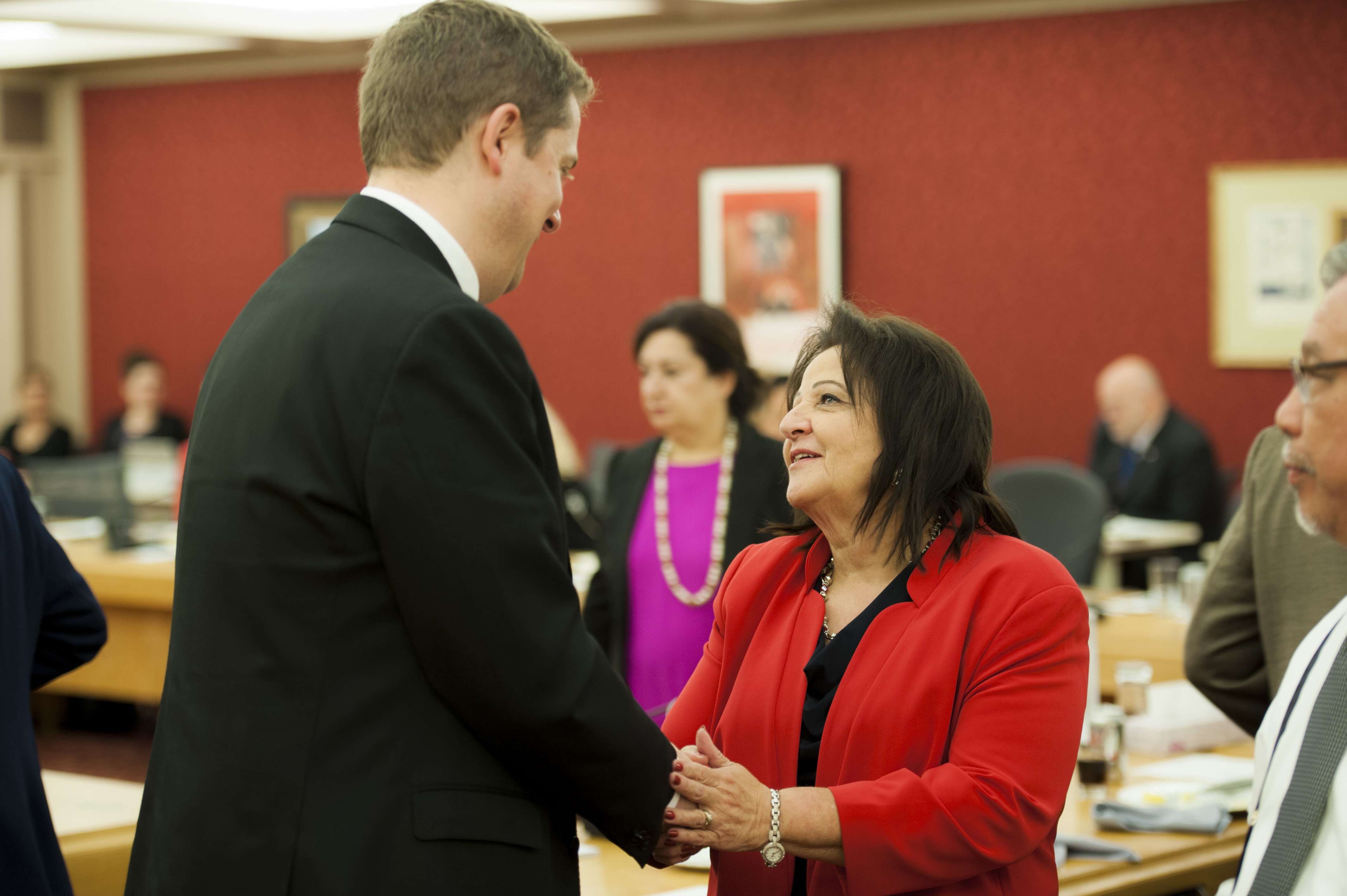
Poirier et Andrew Scheer, 2017.

Elle est nommée sénatrice le 29 janvier 2010 par le Premier ministre du Canada Stephen Harper. Quatre autres personnalités, Pierre-Hugues Boisvenu, Bob Runciman, Vim Kochhar et Elizabeth Marshall ont été nommées au même moment mais Poirier devra attendre le 28 février 2010 pour prendre place au Sénat. En comblant les cinq postes vacants, Stephen Harper a donné une majorité conservatrice au Sénat, lui qui s'est souvent plaint du ralentissement que causaient les libéraux. Il a aussi affirmé que ces nouveaux sénateurs « s'engagent envers la sécurité des communautés et la justice pour les victimes de crime ».

### Famille et implication communautaire
Elle a été bénévole pour Child Find, la Fondation rêves d’enfants, la Fondation des maladies du cœur, Arbre de l’espoir de l’Hôpital Docteur Georges L. Dumont et Friends of the Moncton Hospital.
Elle habite à Saint-Louis-de-Kent avec son époux Donald. Le couple a deux filles et cinq petits-enfants.